# Jochen Rindt
Karl Jochen Rindt (18. dubna 1942 Mohuč, Německo – 5. září 1970 Monza, Itálie) byl slavný německo-rakouský pilot Formule 1 a jediný, který získal titul mistra světa Formule 1 „in memoriam“. Byl manželem finské modelky Niny Lincolnové. Kolem jeho státní příslušnosti panují nejasnosti, často bývá označován jako rakouský závodník. Faktem je, že se narodil za druhé světové války v Mohuči německému otci a rakouské matce, od narození měl německé občanství. Jeho rodiče zahynuli při bombardování, o jeho výchovu se starali babička s dědečkem z matčiny strany, většinu dětství strávil v rakouském Štýrském Hradci, později závodil s licencí rakouského autoklubu. Do konce života si ovšem ponechal německé občanství.

## Kariéra v F1
Jochen přišel do formule 1 v roce 1964 z formule 2. Jeho první stáji byl Brabham. V roce 1965 začal závodit za stáj Cooper. V roce 1968 se vrátil do stáje Brabham, kde vydržel jen jeden rok. Pak odešel do stáje Lotus a v ní zažil své největší úspěchy. V F1 odjel celkem 61 Velkých cen, šest jich dokázal vyhrát, poprvé v roce 1969 v USA. Desetkrát startoval z pole position a třináctkrát se umístil do třetího místa. V roce 1970 se stal mistrem světa in memoriam.

### Roky v F1
- 1964: bez umístění
- 1965: 13. místo, 4 body
- 1966: 3. místo, 22 bodů
- 1967: 13. místo. 6 bodů
- 1968: 12. místo, 8 bodů
- 1969: 4. místo, 22 bodů
- 1970: mistr světa in memoriam, 45 bodů

### Mistr světa in memoriam
V roce 1970 vyhrál Jochen Rindt 5 velkých cen, z toho 4 v řadě. Konkrétně velkou cenu Monaka, Nizozemska, Francie, Velké Británie, a Německa. Tím si získal před Velkou Cenou Itálie, která se jela 6. září 1970, velký bodový náskok. Při kvalifikaci však havaroval a zemřel. Jediný, kdo mohl jeho náskok teoreticky smazat, byl Jacky Ickx, ten však do konce sezóny Rindtův bodový náskok smazat nedokázal. Jochen Rindt se tak stal jediným pilotem F1, jenž získal titul mistra světa in memoriam.

## Smrt
Při kvalifikaci na Velkou cenu Itálie v roce 1970 Jochen Rindt havaroval v pravotočivé zatáčce. Jeho vůz nezatočil doprava, ale narazil do mantinelu po levé straně dráhy. Při nárazu jeho monopostu uletěla přední kola, vůz se roztočil a zahalil se do oblaku prachu. Když prach opadl, byly vidět pilotovy nohy a on se nehýbal. Byl okamžitě z vozu vyproštěn  a naložen do sanitky. V ulicích byla v té době dopravní zácpa, v ní uvízla i sanitka s těžce raněným jezdcem. Řidič sanitky se rozhodl, že pojede do jiné nemocnice. Přijel však pozdě a Jochenu Rindtovi už nedokázal nikdo pomoci. První rakouský mistr světa F1 zemřel ve věku 28 let.